# Uriah Heep
Uriah Heep je angleška rock skupina, ki je nastala leta 1969. Ustanovni člani so bili : kitarist Mick Box, pevec David Byron, klaviaturist Ken Hensley, basist Paul Newton in bobnar Alex Napier.

## Diskografija
- Very 'eavy... Very 'umble (1970)
- Salisbury (1971)
- Look at Yourself (1971)
- Demons and Wizards (1972)
- The Magician's Birthday (1972)
- Sweet Freedom (1973)
- Wonderworld (1974)
- Return to Fantasy (1975)
- High and Mighty (1976)
- Firefly (1977)
- Innocent Victim (1977)
- Fallen Angel (1978)

- Conquest (1980)
- Abominog (1982)
- Head First (1983)
- Equator (1985)
- Raging Silence (1989)
- Different World (1991)
- Sea of Light (1995)
- Sonic Origami (1998)
- Wake the Sleeper (2008)
- Celebration (2009)
- Into the Wild (2011)
- Outsider (2014)
- Living the Dream (2018)
- Chaos & Colour (2023)